# 森德灵门站
森德灵门站（德語：U-Bahnhof Sendlinger Tor）是慕尼黑地铁1、2、3、6、7和8号线位于慕尼黑市中心的一座车站，是慕尼黑能够换乘地铁线路最多的地铁站。森德灵门是慕尼黑重要地标。森德灵门站可以方便地换乘不少电车线路，包括、和。